# Johann Gottlieb Pistorius (Landsyndikus)
Johann Gottlieb Pistorius (get. 8. Mai 1708 in Friedland (Mecklenburg); † 9. Dezember 1780 in Neubrandenburg) war ein deutscher Jurist, Advokat und Landsyndikus des ritterschaftlichen Kreises Stargard in Neubrandenburg. Er beschäftigte sich mit regionalgeschichtlichen und Forschungen zur Neubrandenburger Stadtgeschichte, mit Adelsgenealogie, Numismatik und legte zu allen diesen Themen umfangreiche Sammlungen an. An seinem Lebensende zählte seine Privatbibliothek mehrere tausend Bände. Von ihm stammt der älteste überlieferte Stadtplan von Neubrandenburg. Pistorius zählt heute zu den schillerndsten Figuren der Spätaufklärung in der Neubrandenburger Stadtgeschichte.

## Leben
Johann Gottlieb Pistorius wurde als jüngerer Sohn des Pastors an St. Nikolai Friedland, Johann Pistorius (1659–1726), in dessen erster Ehe mit Anna Christine, geb. Kestenmacher († 1713) geboren. Zwei ältere Brüder und zwei jüngere Halbbrüder wurden Theologen. Pistorius selbst hielt sich nach eigener Aussage für einen Nachkommen des bekannten Juristen, Leipziger Hochschullehrers und sächsischen Kanzlers der Reformationszeit, Simon Pistori(u)s (d. J., 1489–1562) in Leipzig.
Pistorius besuchte wahrscheinlich die Gelehrtenschule seiner Heimatstadt und erlangte hier die Hochschulreife. Belegbar ist all das jedoch nicht. Er nahm an der nächstgelegenen Universität Greifswald ein Studium der Philosophie auf, wechselte aber später anscheinend zu den Rechtswissenschaften. Im Jahre 1736 finden wir ihn zunächst als Pageninformator am Mirower Herzogshof und Mitglied der Mirower Hofgesellschaft, was in besonderer Nähe zu verschiedenen Mitgliedern des mecklenburg-strelitzschen Fürstenhauses nachwirkte. Seine langjährigen Freundschaftsbeziehungen zu Gottlob Burchard Genzmer, Samuel Buchholtz und anderen wurzelten in dieser Zeit. Fernab der großen Politik hatte sich die Mirower Hofgesellschaft des apanagierten Erbprinzen Karl (Ludwig Friedrich) und dessen Frau Elisabeth Albertine, geb. Prinzessin von Sachsen-Hildburghausen im zweiten Viertel des 18. Jahrhunderts zum geistig-intellektuellen Zentrum des kleinen mecklenburgischen Teilstaates entwickelt. Viele später einflussreiche Karrieren in diesem an sich unbedeutenden Landesteil nahmen in Mirow ihren Anfang.
Während seiner Jahre in Mirow scheiterte der einzige bekannte Versuch von Pistorius, eine Familie zu gründen. Bekannt ist, dass er eine mit Anna Elisabeth Schleicher eingegangene Verlobung am 18. Februar 1745 löste, und das – wie es sich für einen Juristen ziehmt – per notariellem Vertrag. Fortan blieb Pistorius unverheiratet und entwickelte sich mit der Zeit immer mehr zum Sonderling und Gesundheitsfanatiker. Er „aß bis in die letzten Jahre seines Lebens kein Fleisch oder künstlich zubereitete Speisen, trank für gewöhnlich nur Wasser, und badete täglich, Winters wie Sommers, in kaltem Wasser, zu welchem Behuf er in seinem Garten ein eigenes Bad anlegen ließ; auch kleidete er sich nur in inländische (mecklenburgische) Stoffe.“ Religiös stand er dem Halleschen Pietismus und der Aufklärungstheologie von Johann Salomo Semler nahe und lehnte deshalb die konservative Neubrandenburger Geistlichkeit ab. Er praktizierte eine private Religiosität als dogmenfreie, emotionale, innerliche Religion, die keiner Konfession bedurfte und besuchte die allgemeine Beichte seines Bruders im preußischen (Alten-)Treptow.
Seit 1756 wirkte Pistorius für den Rest seines Lebens als Advokat und Landsyndikus der Ritter- und Landschaft des Stargardischen Kreises mit Wohnung und Amtssitz in Neubrandenburg. Vielleicht besaß er ein Haus in der vornehmsten Wohngegend der Stadt (Kleine oder Große Wollweberstraße)? Belegbar ist auch das nicht. Die Dimensionen und Ergebnisse seines amtlichen Wirkens als wichtiger Rechtsbeistand im etwas behäbigen Getriebe des mecklenburgischen Ständestaates sind bis heute weitgehend unerforscht, was vielleicht auch an der Komplexität seiner beruflichen Aufgabenfelder liegt.
Im Oktober 1766 war Pistorius mehrfach Gastgeber und Gewährsmann für den schottischen Reiseschriftsteller Thomas Nugent, als jener auf Entdeckungsfahrten durch das Heimatland seiner Königin Charlotte auch nach Neubrandenburg kam und über seine Begegnungen mit Pistorius berichtete: „Er [Pistorius] ist von langer Statur, mager und rötlich von Gesicht. Ob er gleich gegen sechzig Jahre ist, so ist er doch noch eben so stark und munter, als wäre er in den Vierzigern, und diese Gesundheit hat er seiner strengen Diät und harten Leibesübungen zu danken. [...] Er ist frei und mitteilend in seinem ganzen Betragen, ohne die geringste Affektion“. Pistorius war jedoch in der englischen Sprache nicht so bewandert, als dass er Nugents Werke in der Urfassung hätte lesen können. Gleichwohl beschreibt Nugent ihn als einen der führenden Köpfe der Aufklärung im mecklenburgischen Südosten. Pistorius besaß eine große Bibliothek und umfangreiche Sammlungen von Münzen und Medaillen, Landkarten sowie einige Musikalien und wissenschaftliche Instrumente. In den 1760ern (Nugent (1766): „vor garnicht langer Zeit“) hatte er für seine Sammlung „einen großen irdenen Topf voller alter Münzen“ angekauft, „die ein Bauer beim Kloster Malchow ausgegraben hatte“.
Über Jahre hinweg sammelte Pistorius auch Materialien zur mecklenburgischen Adelsgeschichte und -genealogie, deren Edition über einen ersten Band [Das Geschklecht von Warburg] nicht hinaus kam, sowie zur Neubrandenburger Stadtgeschichte, auf deren Grundlage 1783 die älteste „Geschichte der Vorderstadt Neubrandenburg“ entstand. Er war befreundet mit Gideon Sponholtz, der in Neubrandenburg das erste private Museum eingerichtet hatte. 1771 stiftete Pistorius ein neues Aushängeschild für die Schankwirtschaft „Zum halben Mond“ vor dem Friedländer Tor in Neubrandenburg, die seit dem Götterich-Mord als „Mörderkrug“ verschrien war und schließlich geschlossen werden musste. Ab 1768 war Pistorius in die Entdeckungsgeschichte der sgn. Prillwitzer Idole involviert. 1776 war er Hauptinitiator der Errichtung eines Ehrenmals für Christian Fürchtegott Gellert auf dem östlichen Neubrandenburger Stadtwall [erstes Gellert-Denkmal in Deutschland!]. Gut möglich, dass Pistorius in Neubrandenburg auch Mitglied der ersten Freimaurerloge der Strikten Observanz „Carl zum gekrönten goldenen Ring“ [in anderen Quellen: „Zum gekrönten goldenen Greif“] war. Bekannt ist, dass er im Alter den jungen Carl Ludwig Fernow förderte, indem er ihm die Benutzung seiner Bibliothek gestattete, bis er feststellte, dass Fernow dabei in kindlicher Begeisterung viele Kupferstiche aus seinen Büchern herausgeschnitten hatte. Wie es heißt, soll Pistorius durch einen Konkurs einen großen Teil seines Vermögens verloren haben. „Noch erinnern sich alte Leute der langen, hageren, aufrechten Figur des Landsyndikus Pistorius, wie er im rothen Rocke, mit der weißen Perücke, an dem langen Rohrstock würdevoll einher schritt, ein Ehrenmann im vollsten Sinne des Wortes,“ heißt es knapp 70 Jahre nach seinem Tod.
An seinem Lebensende wurde Johann Gottlieb Pistorius noch zum Vorreiter des modernen Bestattungswesens in Mecklenburg, indem er sich durch die Wahl seines Begräbnisortes um die Anlage eines neuen Begräbnisplatzes bzw. die Verbesserung der Friedhofssituation in Neubrandenburg bemühte. Während Bestattungen in Neubrandenburg damals üblicherweise noch in den Kirchen oder auf längst überbelegten Kirchhöfen innerhalb der Stadtmauern erfolgten, handelte Pistorius mit der Stadt und seinem Landesherrn beispielgebend eine Grablege vor den Stadttoren aus und erlangte schließlich die Genehmigung, sich auf einer romantischen Landzunge vor dem sgn. Langen Wall nördlich der Altstadt begraben zu lassen. Seinem Wunsch wurde entsprochen und 1780 wurde er dort in „frühe bei Fackelschein [...] in einem weißen, flanellenen Schlafrocke, mit einem Eichenkranze auf dem Haupt, in einem aus 4 tannenen Brettern einfach zusammengeschlagenen Sarge“ beigesetzt. Es sollte jedoch noch ein Vierteljahrhundert dauern, ehe sich der Magistrat zur Anlage eines neuen Friedhofs (des sgn. Alten Friedhofs östlich der Altstadt) durchrang (in den 1980ern durch das Katharinenviertel überbaut).

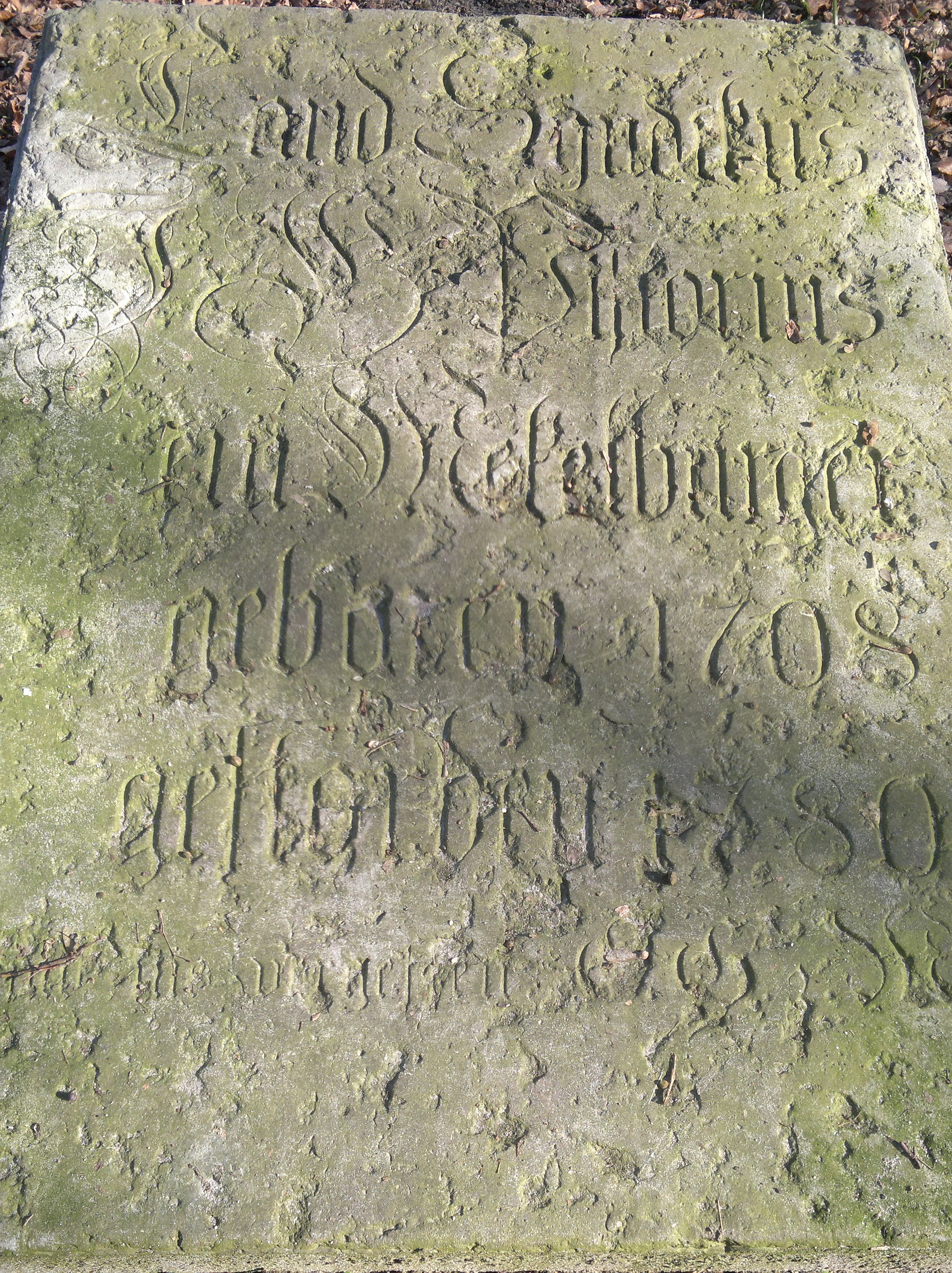
Grabplatte von Pistorius (Kopie) auf dem nördlichen Außenwall

## Werke
- Das Geschlecht Warburg. o. O., o. J. [1767]. - 96, 35 S. 4°. [Text mit 3 Taf. u. 1 Stammbaum v. 1767; nur der erste Teil ersch. = Heeß 13418]. (Digitalisat)
- [mit August Friedrich Christian Hempel:] Kurzbericht über die Prillwitzer Idole. - In: Wöchentliche gelehrte Nachrichten zum Hamburgischen unpartheyischen Correspondenten. (1768)
- [Anonym:] Vom Friedlandischen Schilling. Korb, Neubrandenburg 1777. 16, 1 S.

## Was blieb
Pistorius Grab blieb lange Zeit das einzige außerhalb der Altstadt. Die genaue Stelle seines Grabes ist inzwischen in Vergessenheit geraten. Seine Grabplatte aus Muschelkalk mit der Inschrift: „Land Syndicus | J. G. Pistorius | ein Mecklenburger | geboren 1708 | gestorben 1780“ und dem in Stein gemeißelten Zusatz „und nie vergessen C[arl] H[erzog] z[u] M[ecklenburg]“ wurde inzwischen mehrfach an andere Stellen verbracht. Das Original befindet sich heute in der Johanniskirche. Auf der Wallkrone des nördlichen Außenwalls befindet sich inzwischen eine Kopie.
Der Nachlass von Pistorius, vor allem seine umfangreichen Sammlungen, wurden 1781 in seiner Wohnung versteigert. Ein aus diesem Anlass gedruckter Auktionskatalog listet 2446 Bücher auf (darunter 255 Pos. meckl. Landeskunde, 73 Pos. numismatische Fachliteratur), 57 Landkarten und Kupferstiche, 7 Musikalien, 783 Pos. Münzen und Medaillen (darunter 464 Pos. römische Münzen etc.), diverse Abgüsse, 6 Pos. wissenschaftliche Instrumente. Pastor Franz Boll schreibt später, er hätte „mehrere Semlersche Schriften aus Pistorius Verlassenschaft“ besessen, „welche zeigen, wie fleißig er dieselben studirt hat.“ Eine seltene Münze auf Pistorius Sammlung, ein aus Kupfer bestehendes versilbertes Talerstück (Probemünze) von 1694, das den späteren Herzog Adolf Friedrich II. von Mecklenburg-Strelitz zeigt, gelangte später auf unbekannten Wegen in das Neustrelitzer Münzkabinett und ist seit dessen Auflösung verschollen. Pistorius Materialsammlung zur mecklenburgischen Adelshistorie gelangte nach seinem Tode in den Besitz des mecklenburg-strelitzschen Ministers Christoph Otto von Gamm. Ob und in welchem Umfang sie heute als Teilbestand mit dessen Nachlass im Landeshauptarchiv Schwerin überliefert sind, bleibt ungewiss. Pistorius Materialsammlung zur Neubrandenburger Stadtgeschichte gelangte nach seinem Tod in die Hände von Gideon Sponholtz, auf dessen Initiative hin sie von Gottlob von Hacke für dessen „Geschichte der Vorderstadt Neubrandenburg“ (1783) verwertet wurden; die Pistorius-Unterlagen sind seither verschollen. Der auf Pistorius zurückgehende „Situationsplan der Mecklenburgischen Vorderstadt Neubrandenburg“ von 1763 gelangte genau ein Jahrhundert nach seinem Entstehen aus dem Besitz eines Kaufmanns in die Sammlungen des Neubrandenburger Museum, wo er bis heute verwahrt wird. Die sgn. „Pistorius-Linde“, die am Kopfende seines Grabes stand, wurde 1934 durch einen Orkan entwurzelt. Erhalten blieb nur Pistorius Grabplatte, wenn auch nicht mehr an originärer Stelle.